# Coenochilus strigatus
Coenochilus strigatus är en skalbaggsart som beskrevs av Thierry Bourgoin 1921. Coenochilus strigatus ingår i släktet Coenochilus och familjen Cetoniidae. Inga underarter finns listade i Catalogue of Life.